# Luise Wunderlich
Luise Wunderlich (* 1967 in Himmelkron) ist eine deutsche Chanteuse und Rezitatorin. Seit etwa 1999 steht sie vor allem mit eigenen Programmen auf der Bühne und ist überwiegend im süddeutschen Raum zu sehen.

## Leben und Wirken
Luise Wunderlich wuchs auf einem Bauernhof in ihrem Geburtsort auf. Bereits in frühester Jugend spielte sie im Schultheater und strebte eine Laufbahn als Schauspielerin an.
Nach dem Abitur folgte ein Studium an der Stuttgarter Hochschule für Musik und Darstellende Kunst bei Ulrike Meier-Hillenbrandt. Währenddessen war sie im „Studio gesprochenes Wort“ an vielen Programmen und Theaterstücken aktiv beteiligt. Sie war Stipendiatin der Hermann-Haake-Stiftung. Ihre Rezitation Hölderlinscher Gedichte wurde ausgezeichnet.
Wunderlich entwickelte literarische Programme u. a. für Kulturveranstalter und Bibliotheken: Soloprojekte zusammengestellt aus Literatur und Theater mit Musik und Chanson mit kabarettistischen Nuancen.  Damit trat sie unter anderem zu den Klosterfestspielen Weingarten, den Klosterfestspielen in Hirsau, den Ludwigsburger Schlossfestspielen, den Calwer Hesse-Festspielen und den Haydn-Festspielen in Eisenstadt auf.
Zudem ist Luise Wunderlich als Sprechlehrerin tätig. Sie ist Dipl.-Atemtherapeutin und Mitglied im Ensemble der Akademie für gesprochenes Wort. An der Stuttgarter Merz-Schule unterrichtete sie mehrere Jahre Rezitation für Kinder. Seitdem ist sie unter anderem als Dozentin an der Musikhochschule Karlsruhe und als Sprecherin beim SWR beschäftigt.